# Lista de aeroportos do Pará
Lista de aeroportos do Pará, constando o nome oficial do aeroporto, o código IATA e/ou o código ICAO e o município onde tal aeroporto se encontra:

## Internacionais

### FederaisInfraero
- Aeroporto Internacional de Belém - Júlio Cezar Ribeiro (IATA: BEL/ ICAO: SBBE) - Belém
- Aeroporto Internacional de Santarém - Maestro Wilson Fonseca (IATA: STM/ICAO: SBSN) - Santarém

## Regionais

### FederaisInfraero
- Aeroporto de Altamira (IATA: ATM/ICAO: SBHT) -  Altamira
- Aeroporto de Belém - Brigadeiro Protásio de Oliveira (IATA: ***/ICAO: SBJC) - Belém (Concedido ao Governo do Estado do Pará e posteriormente desativado) [1][2]
- Aeroporto de Marabá (IATA: MAB/ICAO: SBMA) - Marabá
- Aeroporto de Carajás (IATA: CKS/ICAO: SBCJ) - Paraupebas

### Estaduais
- Aeroporto de Salinópolis (IATA: ***/ICAO: SNSM) - Salinópolis
- Aeroporto de São Félix do Xingu (IATA: SXX/ICAO: SNFX) - São Félix do Xingu

### Municipais
- Aeroporto de Alenquer (IATA: ALT/ICAO: SDWQ) - Alenquer
- Aeroporto de Almeirim (IATA: ***/ICAO: SNYA) - Almeirim
- Aeroporto de Baião (IATA: ***/ICAO: SNBW) - Baião
- Aeroporto de Belterra (IATA: ***/ICAO: SNEL) - Belterra
- Aeroporto de Breves (IATA: BVS/ICAO: SNVS) - Breves
- Aeroporto de Cametá (IATA: CMT/ICAO: ***) - Cametá
- Aeroporto de Castanhal (IATA: ***/ICAO: SNGY) - Castanhal
- Aeroporto de Chaves (IATA: CHV/ICAO: SNXW) - Chaves
- Aeroporto de Conceição do Araguaia (IATA: CDJ/ICAO: SBAA) - Conceição do Araguaia
- Aeroporto de Cumaru do Norte (IATA: ***/ICAO: SNGR) - Cumaru do Norte
- Aeroporto de Dom Eliseu (IATA: ***/ICAO: SJTZ) - Dom Eliseu
- Aeroporto de Gurupá (IATA: ***/ICAO: SNGU) - Gurupá
- Aeroporto de Itaituba (IATA: ITB/ICAO: SNQW) - Itaituba
- Aeroporto de Jacareacanga (IATA: JCR/ICAO: SBEK) - Jacareacanga
- Aeroporto de Juruti (IATA: JTR/ICAO: SNRJ) - Juruti
- Aeroporto de Monte Alegre (IATA: MTE/ICAO: SNMA) - Monte Alegre
- Aeroporto de Monte Dourado (IATA: MEU/ICAO: SBMD) - Almeirim
- Aeroporto de Novo Progresso (IATA: NPR/ICAO: SJNP) - Novo Progresso
- Aeroporto de Óbidos (IATA: OBI/ICAO: SNTI) - Óbidos
- Aeroporto de Oriximiná (IATA: ORX/ICAO: SNOX) - Oriximiná
- Aeroporto de Ourilândia do Norte (IATA: OIA/ICAO: SDOW) - Ourilândia do Norte
- Aeroporto de Paragominas (IATA: ***/ICAO: SNEB) - Paragominas
- Aeroporto de Porto de Moz (IATA: PTQ/ICAO: SNMZ) - Porto de Moz
- Aeroporto de Porto Trombetas (IATA: TMB/ICAO: SBTB) - Oriximiná
- Aeroporto de Prainha (IATA: ***/ICAO: SNIN) - Prainha
- Aeroporto de Redenção (IATA: RDC/ICAO: SNDC) - Redenção
- Aeroporto de Rurópolis (IATA: ***/ICAO: SNDB) - Rurópolis
- Aeroporto de Santana do Araguaia (IATA: CMP/ICAO: SNKE) Santana do Araguaia
- Aeroporto de Soure (IATA: SFK/ICAO: SNSW) - Soure
- Aeroporto de Terra Santa (IATA: ***/ICAO: SJTS) - Terra Santa
- Aeroporto de Tomé-Açu (IATA: ***/ICAO: SSYI) - Tomé-Açu
- Aeroporto de Tucumã (IATA: TUZ /ICAO: ***) - Tucumã
- Aeroporto de Tucuruí (IATA: TUR/ICAO: SBTU) - Tucuruí
- Aeroporto de Xinguara (IATA: XIG/ICAO: ***)